# Galium octonarium
Galium octonarium är en måreväxtart som först beskrevs av Michail Klokov, och fick sitt nu gällande namn av Evgeniia Georgievna Pobedimova. Galium octonarium ingår i släktet måror, och familjen måreväxter. Inga underarter finns listade i Catalogue of Life.